# Leptogomphus semperi
Leptogomphus semperi – gatunek ważki z rodziny gadziogłówkowatych (Gomphidae).